# Szkétiszi Szent Dániel
Szkétiszi Szent Dániel (6. század) szentként tisztelt ókeresztény egyiptomi remete, az úgynevezett sivatagi atyák egyike.

## Élete
Pharanból származott, és tudni róla, hogy Sándor és Zoilosz szerzetesek tanítványa volt fiatalon. Később velük együtt költözött Szkétiszbe, ahonnan egy idő után a barbárok támadása miatt máshová ment.
Az egyház szentként tiszteli, és június 7-én üli ünnepét.

## Mondásai
- Dániel abba mondta: »Minél jobban a test, annál inkább gyengül a lélek. És minél inkább gyengül a test, annál jobban virágzik a lélek.«[4]
- „Egyszer úton volt Dániel abba és Ammóész abba. Így szólt Ammóész abbaː »Mikor maradunk már a kunyhóban, atya?« Dániel abba így válaszolt nekiː »Hát, ki rabolja el most tőlünk az Istent? Isten van a kunyhóban, és azon kívül is az Isten van.«”[4]

## Lásd még
- Ortodox szentek listája
- Sivatagi atyák